# Ozyptila tenerifensis
Ozyptila tenerifensis là một loài nhện trong họ Thomisidae.
Loài này thuộc chi Ozyptila. Ozyptila tenerifensis được Jörg Wunderlich miêu tả năm 1992.